# Mesquita Omar Ibn Al-Khatab
A Mesquita Omar Ibn Al-Khatab é uma mesquita sunita localizada em Foz do Iguaçu, no Paraná, Brasil. Seu nome faz referências a Omar Ibn Al-Khatab, o segundo dos califas muçulmanos (634–644), o mais poderoso dos califas bem guiados e um dos mais poderosos e influentes governantes muçulmanos.

## História
A mesquita foi inaugurada em 23 de março de 1983, a mesquita está situada numa área total de 20 mil metros quadrados. Tendo o branco como tonalidade uniforme, tem sua arquitetura inspirada no segundo maior centro sagrado do islamismo, a Mesquita de Al-Aqsa, em Jerusalém. O primeiro é Meca, na Arábia Saudita. Em 2001, a parte convexa foi pintada de dourado, criada pela comunidade árabe. É um símbolo da religião e é um templo suntuoso, perceptível de longe com suas torres (minaretes) de 15 metros de altura e com sua arquitetura que chama atenção. É decorada de arte abstrata de inspiração religiosa com diversos desenhos, figuras abstratas e quadros com versículos do Alcorão. A mesquita tem as portas abertas para visitação de turistas e interessados pelo Islã, salvo nos horários de adoração quando o Imã conduz o Salat para os fieis.